# Hydrocyphon jaechi
Hydrocyphon jaechi es una especie de coleóptero de la familia Scirtidae.

## Distribución geográfica
Habita en Jiangxi (China).